# Mundo feliz
Mundo Feliz es el segundo álbum de estudio de la banda de rock alternativo Fobia, lanzado al mercado el 30 de septiembre de 1991 a través de Sony Music y distribuido internacionalmente por RCA Records.

## Lista de canciones
| N.º | Título                      | Autor              | Duración |  |
| 1.  | «Brincas»                   | Francisco Huidobro |          |  |
| 2.  | «El Pepinillo Marino»       | Francisco Huidobro |          |  |
| 3.  | «Camila»                    | Francisco Huidobro |          |  |
| 4.  | «El Cerebro»                | Francisco Huidobro |          |  |
| 5.  | «Caminitos Hacia El Cosmos» | Francisco Huidobro |          |  |
| 6.  | «El Diablo»                 | Francisco Huidobro |          |  |
| 7.  | «La Fecha Especial»         | Francisco Huidobro |          |  |
| 8.  | «Sacúdeme»                  | Francisco Huidobro |          |  |
| 9.  | «Mi Pequeño Corazón»        | Francisco Huidobro |          |  |
| 10. | «Mundo Feliz»               | Francisco Huidobro |          |  |
| 11. | «Apachurrar El Corazón»     | Francisco Huidobro |          |  |

## Músicos

### Grupo
- Cha!: Bajo con trastes, sin trastes y Fuego.
- Gabriel: Batería, percusiones y programación.
- Iñaki: Teclados, Hammond B3 y coros.
- Leonardo: Voz, 12 String, armónica y coros.
- Paco: Guitarra eléctrica, guitarra acústica, 12 String, y coros.

### Músicos invitados
- Joey Arias: Coros
- Jessica Breiden: Coros
- Billy Phillips: Coros
- Alejandra Guzmán: Monólogo Cósmico
- Pablo Aslán: Contrabajo y chelo
- Marteen: Solo de pianola

## Personal
- Ingeniero de Grabación: Frank Aversa
- Asistente de Grabación: Dan Gellert
- Asistente de producción: Dave Smith
- Asistente de Mezcla: Eddie Ciletti
- Samples Matutinos y Animos: Alfi
- Fotografía: Carlos Somonte
- Coordinación Vestuario: Mariana Botei
- Diseño Portada: Cha!
- Dirección de Arte: Mario LaFontaine

- Datos: Q6935853